# Cornea, Caraș-Severin
Cornea (maghiară Somfa) este satul de reședință al comunei cu același nume din județul Caraș-Severin, Banat, România.